# Silene csereii
Silene csereii là loài thực vật có hoa thuộc họ Cẩm chướng. Loài này được Baumg. miêu tả khoa học đầu tiên năm 1817.